# Pterapherapteryx
Pterapherapteryx är ett fjärilssläkte som beskrevs av John Curtis 1825. Pterapherapteryx ingår i familjen mätare, Geometridae. Ensam art i släktet är långflikad lobmätare, Pterapherapteryx sexalata.

## Bildgalleri

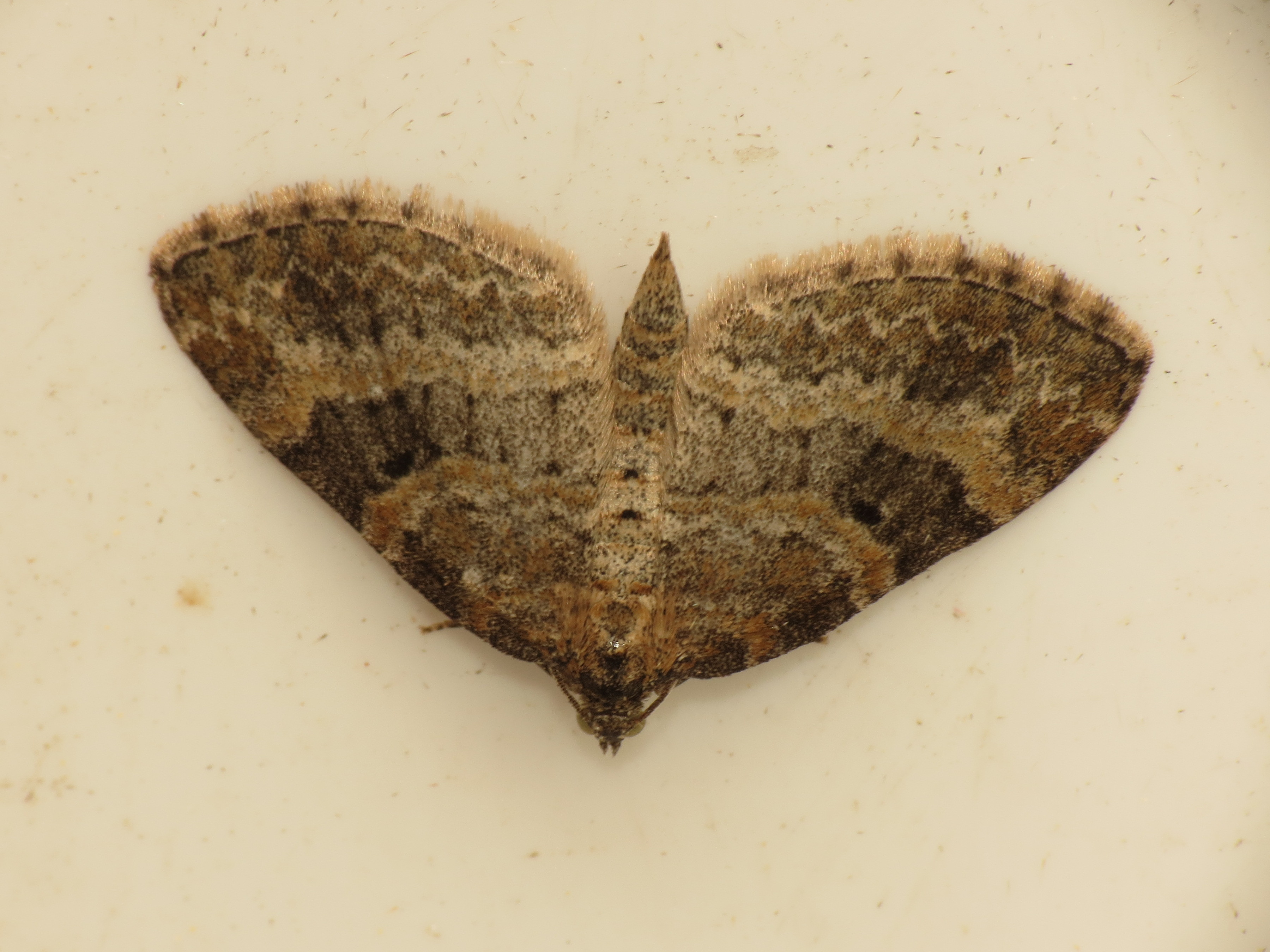
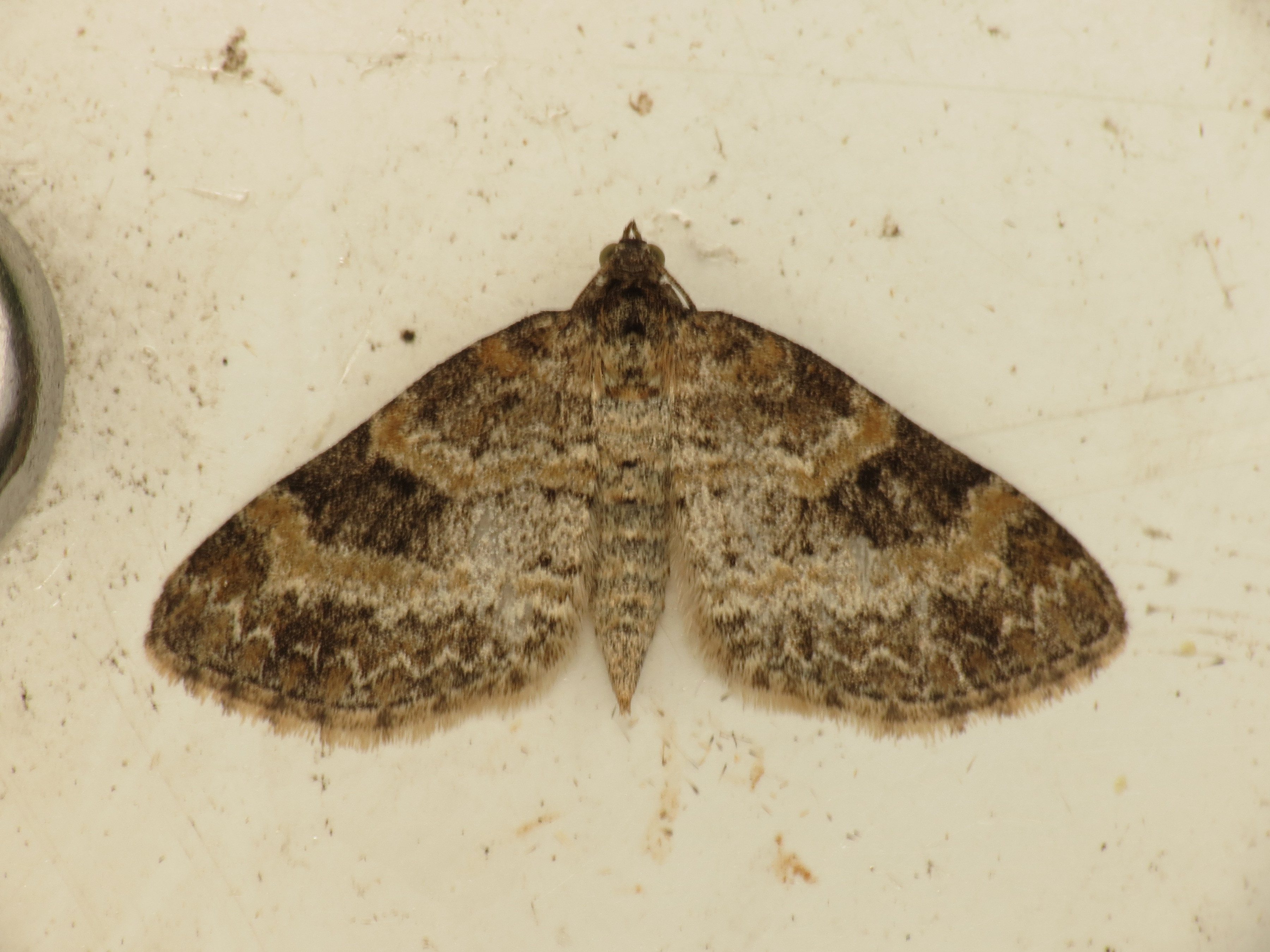
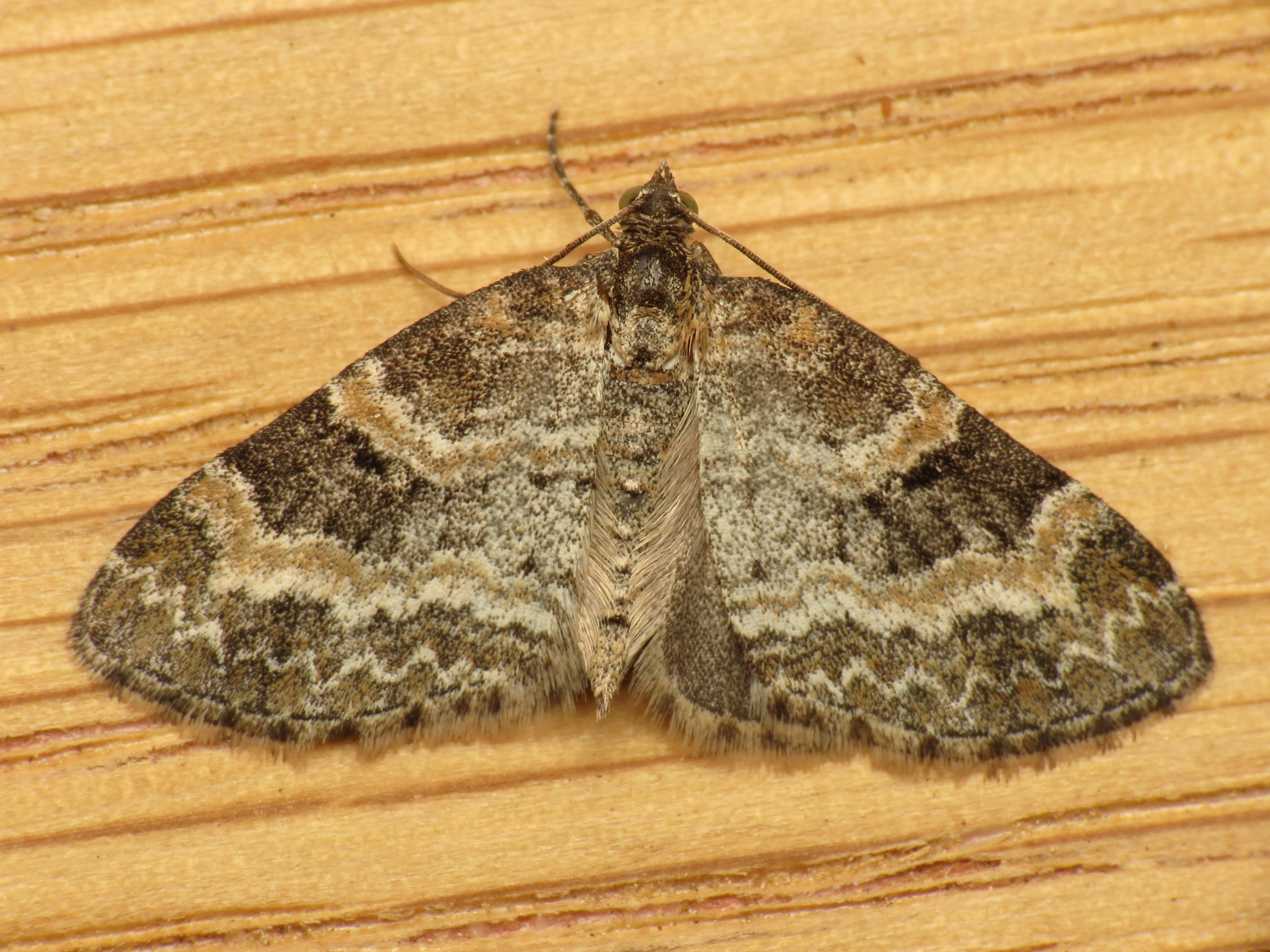
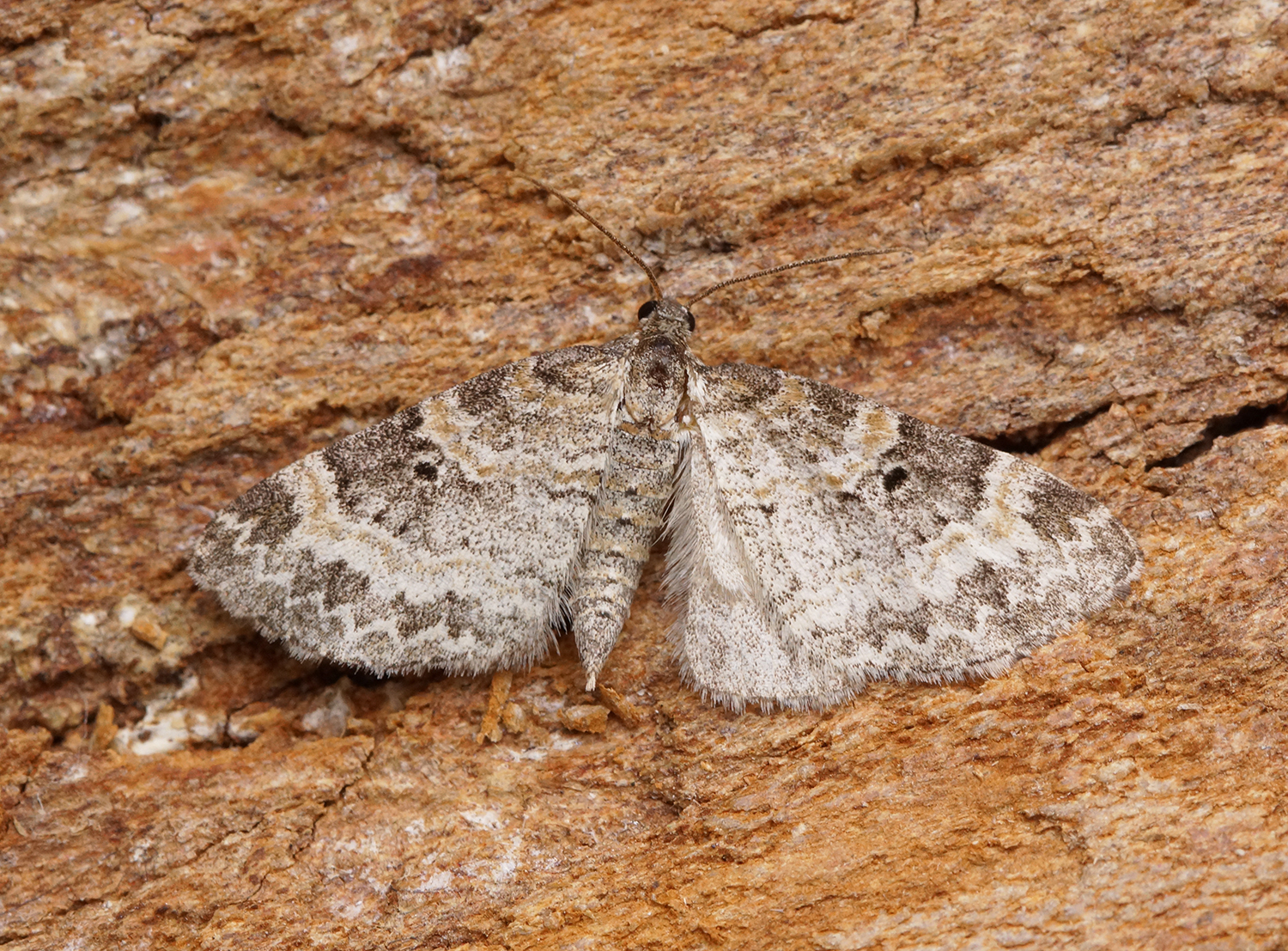
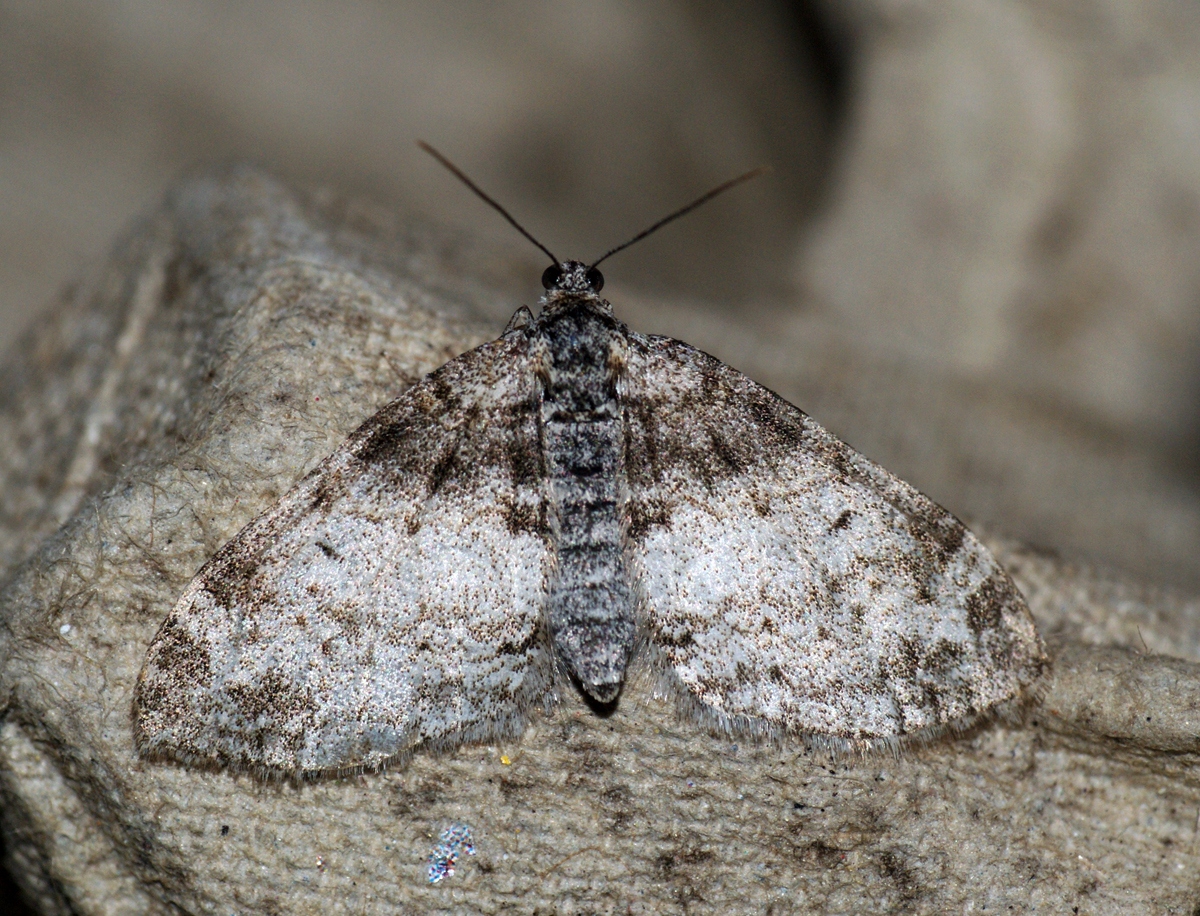